# Glossosoma dentatum
Glossosoma dentatum is een schietmot uit de familie Glossosomatidae. De soort komt voor in het Oriëntaals en het Palearctisch gebied.